# Protonemura fusunae
Protonemura fusunae is een steenvlieg uit de familie beeksteenvliegen (Nemouridae). De wetenschappelijke naam van de soort is voor het eerst geldig gepubliceerd in 1999 door Vinçon & Ravizza.